# Veranstaltungsausfallversicherung
Bei der Veranstaltungsausfallversicherung handelt es sich um eine Unterart der Schadenversicherung, genauer gesagt, eine Unterart der Transportversicherung. Die Versicherung entstammt dem Bereich der Veranstaltungsversicherungen. Sie sichert den Veranstalter eines Events gegen mögliche finanzielle Nachteile ab, die ihm durch den Ausfall, Abbruch, Änderung oder Verschiebung der Veranstaltung entstehen.

## Situation in Deutschland
Die Veranstaltungsausfallversicherung ist bereits seit mehreren Jahren auf dem deutschen Markt zu bekommen. Sie wird allerdings nur von einigen wenigen großen Versicherungsgesellschaften angeboten. In diesem Bereich haben sich sehr viele Spezialversicherungsmakler etabliert, die teilweise ganz gezielt Versicherungsschutz zum Beispiel bei Konzerten, Festivals oder Sportveranstaltungen für den Kunden bereitstellen. Für praktisch alle Großveranstaltungen werden diese Versicherungen abgeschlossen, um teilweise erhebliche finanzielle Nachteile für den Veranstalter zu vermeiden.
Die Versicherung wird bei den meisten Anbietern in zwei separate Bereiche eingeteilt, das sogenannte Formblatt A und das Formblatt B. Hierbei handelt es sich um die Versicherungsbedingungen, die den Verträgen zugrunde liegen.

### Versicherungsbedingungen
Formblatt A versichert Veranstalter gegen finanzielle Schäden, die ihm dadurch entstehen, dass die Veranstaltung aus Gründen, die er nicht zu vertreten hat, abgesagt, verschoben, verändert oder abgebrochen werden muss. Hier sind als Versicherungsfälle zum Beispiel extremes Wetter, teilweise behördliche Verfügung sowie Unbenutzbarkeit der Veranstaltungsstätte. Ausdrücklich nicht eingeschlossen ist im Formblatt A das Nicht-Erscheinen von benannten Personen, z. B. wichtigen Rednern oder Musikern. Weiterhin besteht wie in fast allen Versicherungsverträgen üblich kein Versicherungsschutz für Schäden durch Kernenergie, Terrorismus und Krieg. Als weitere Besonderheit ist zu nennen, dass auch dann keine Ersatzleistung fällig wird, wenn die Veranstaltung aufgrund von mangelndem Besucherinteresse nicht stattfindet.
Formblatt B bietet Versicherungsschutz, wenn eine der in der Police benannten Personen, beispielsweise Musiker, aufgrund von Unfall, Tod oder Krankheit nicht auftreten kann und die Veranstaltung deswegen verschoben, abgebrochen, abgesagt oder verändert werden muss. Hierbei sind Schäden, die durch Alkohol- oder Drogenmissbrauch, durch bereits bekannte Erkrankungen oder Launen der versicherten Person entstehen, ausgeschlossen. Teilweise kann dieses Formblatt noch mit der Klausel des erweiterten Nicht-Auftritts ergänzt werden. Dadurch werden auch Schäden gedeckt, die entstehen, wenn eine versicherte Person aufgrund von Verkehrshindernissen wie z. B. einem Flugausfall nicht an der Veranstaltung teilnehmen kann.
Die Ersatzleistung ist der sogenannte Nettoverlust, der aus aufgewendeten Kosten, dem entgangenen Gewinn sowie weiteren Aufwendungen, z. B. Schadenminderungskosten, besteht.